# Namachloris
Namachloris ist eine ausgestorbene Gattung aus der Familie der Goldmulle, die im Oberen Eozän vor rund 41 bis 38 Millionen Jahren im südlichen Afrika lebte. Es ist einer der frühesten bekannten Vertreter der Goldmulle und der bis heute am besten dokumentierte überhaupt. Die Funde umfassen nahezu das gesamte Skelett einschließlich des charakteristischen, erstmals für eine ausgestorbene Form der Goldmulle nachgewiesenen dritten Unterarmknochens und einiger komplexer Handstrukturen. Sie stammen aus einem Travertingebiet im Sperrgebiet im Süden von Namibia, ihre Entdeckung geht in das Jahr 2013 zurück. Anhand der Fossilien kann ein Tier rekonstruiert werden, das etwas größer als der heutige Wüstengoldmull war. Die besondere Gestaltung der Vordergliedmaßen lässt auf gute grabende Eigenschaften schließen, wonach Namachloris offensichtlich eine ähnliche unterirdische Lebensweise wie die heutigen Arten verfolgte. Die Anordnung der Fossilien in kugeligen Konzentrationen werden als Hinterlassenschaften von Greifvögeln gedeutet. Die Erstbeschreibung der Gattung erfolgte im Jahr 2015.

## Merkmale
Namachloris stellte einen kleinen Vertreter der Goldmulle dar, der etwas größer wurde als der heutige Wüstengoldmull (Eremitalpa). Der Schädel war kurz, vorn zugespitzt und hinten breit, wie bei den heutigen Goldmullen erreichte er seine größte Breite im Bereich des Hirnschädels. Das Hinterhauptsbein zeigte sich stark gerundet und verfügte über kräftige, weit auseinanderliegende Gelenkflächen, auf den Scheitelbeinen bestand ein kleiner Sagittalkamm. Der Jochbogen war vollständig ausgebildet, aber schlank, nahm nach hinten aber an Massivität zu. Die Orbita zeichnete sich nur schwach entwickelt durch eine kleine Eindellung am Schädel ab, das Foramen infraorbitale vor dem vorderen Rand der Orbita hatte eine längliche Form und lag oberhalb des ersten und zweiten Mahlzahns. Das Nasenbein besaß keine Verwachsungen mit dem Mittelkieferknochen oder dem Oberkiefer, allerdings mit dem Stirnbein. Am Mittelkieferknochen traten seitlich der Nasenöffnungen kräftige Knochenwülste auf. An der Schädelbasis war die Paukenblase relativ groß geformt. Die Gehörschnecke zeigte sich mit ihren 3 bis 3,5 Umdrehungen stark gewunden und ähnelte dadurch derjenigen der heutigen Goldmulle, die eine Gesamtwindung von bis zu 1200° aufweist. Einige erhaltene Ohrknöchelchen wie der Amboss besaßen auch einzelne Schwellungen. Der Hammer war normal gebaut mit einem kleinen, gerundeten Kopf. Sein Gewicht von 0,48 mg ist geringer als bei jedem rezenten Vertreter der Goldmulle.
Auffällig am Unterkiefer war der Winkelfortsatz, der schräg nach unten bis unterhalb der Unterkante des Unterkieferkörpers verlief und dort gerade abschloss. Eventuell stand er wie bei den rezenten Goldmullen mit dem Zungenbein im Kontakt. Das Unterkiefergelenk saß auf einem nahezu horizontal nach hinten orientierten Fortsatz etwas oberhalb der Kauebene, war gerundet und lagerte in einer deutlich definierten Glenoidgrube an der Schädelunterseite. Unter den beiden vorderen Prämolaren und dem ersten Molar war jeweils ein Foramen mentale ausgebildet. Das Gebiss umfasste wie bei zahlreichen heutigen Goldmullen insgesamt 40 Zähne mit folgender Zahnformel: {\displaystyle {\frac {3.1.3.3}{3.1.3.3}}}. In der vorderen Bezahnung gab es nur wenige Unterschiede zu den rezenten Formen, so waren der innere obere und der zweite untere Schneidezahn jeweils deutlich größer als die anderen. Hinter dem inneren oberen Schneidezahn, der säulenartig geformt war und etwas schräg nach innen zeigte, befand sich ein kurzes Diastema. Im Unterkiefer war zusätzlich der Eckzahn vergrößert. Die vorderen Prämolar wiesen nur ein Höckerchen auf der Kaufläche auf, sie hatten dadurch eine nagelartige Gestalt und waren nicht molarisiert, ähnelten also nicht den Molaren. Der hinterste Prämolar besaß dagegen mehrere Höckerchen und erreichte nahezu die Größe der Mahlzähne. Die hinteren Backenzähne verfügten über drei Haupthöckerchen (tricuspid). Sie zeigten sich zudem als extrem zalambdodont, das heißt das Ectolph, eine der Hauptscherfalten auf der Kaufläche, bildete die Form eines „V“s, in dessen Spitze sich zwei der Haupthöckerchen (der Paraconus und der Metaconus) befanden. Diese standen eng beieinander und waren an der Basis miteinander verwachsen. Im Gegensatz zu anderen zalambdodonten Säugetieren ebenso wie zu den heutigen Goldmullen dominierte aber der Protoconus, der dritte Haupthöcker, mit seiner extrem breiten Gestaltung die Zahnkrone. An den unteren Molaren bestand ein sehr großes Talonid, ein tiefliegender Vorsprung der Kaufläche, in welchen der Protoconus der oberen Backenzähne bei Gebissschluss greift. Der dritte Molar, der bei den heutigen Goldmullen stark in der Größe reduziert oder gar nicht ausgebildet ist, zeigte sich bei Namachloris kaum verkleinert, was den urtümlichen Status der Form unterstreicht. Die Zahnreihenlänge vom letzten Prämolaren bis zum letzten Molaren betrug im Oberkiefer 4,9 mm, im Unterkiefer 4,6 mm.
Bei allen Goldmullen besitzt der vordere Bewegungsapparat deutliche Anpassungen an eine grabende Lebensweise. Das Schlüsselbein hatte bei Namachloris eine Rasiermesserform mit einer stabartigen Verlängerung, die mit einem der beiden Fortsätze des Acromions am Schulterblatt verbunden war. Die erste Rippe war äußerst kurz und paddelartig breit. Sie glich der der heutigen Goldmulle und gibt somit an, dass bereits bei Namachloris der Umfang des vorderen Brustkorbs deutlich reduziert war. Der Oberarmknochen hatte eine wuchtige Gestalt und verfügte über ein extrem ausgedehntes unteres Gelenkende (Ellenbogengelenk), das in seiner Breite etwa der Länge des Gesamtknochens entsprach. Diese Verbreiterung erfolgte überwiegend über die seitliche Streckung der inneren Epicondyle und die Verdickung der äußeren Gelenkrolle (Capitulum). Oberhalb des Capitulum ragte die äußere Epicondyle als senkrechte Knochenwand steil auf. Am Schaft des Humerus zog sich eine kräftige Knochenleiste als Muskelansatzstelle entlang (deltopectorale Leiste). Auffälligstes Kennzeichen der Elle stellte der extrem verlängerte Fortsatz des oberen Gelenkes dar (Olecranon), das seitlich verschmälert und so blattartig wirkte und zudem deutlich geschwungen war. An der gleichfalls robusten Speiche befand sich auf der Unterseite am unteren Ende eine markante Grube, die bei den heutigen Goldmullen durch eine knöcherne Brücke überspannt wird, die aber bei Namachloris fehlte. Entsprechend den heutigen Goldmullen besaß auch Namachloris einen „dritten“ Unterarmknochen, bei dem es sich um eine verknöcherte Sehne des Musculus flexor digitorum profundus handelt, einem Beugemuskel des Unterarms. Abweichend zu den heutigen Goldmullen, deren „Flexor“-Knochen eher röhrenartig gestaltet ist, zeigte der von Namachloris etwa an der Schaftmitte eine auffällige Schwellung auf der Innenseite, auf der sich Gelenkflächen für die Verbindung mit der Elle und der Speiche befanden. Zudem war das untere Ende verbreitert und endete in drei knopfartige Schwellungen, an denen wahrscheinlich Teile der Handwurzel gelenkten. Eine markante Struktur der Hand der Goldmulle stellt der Triplex-Knochen dar, der den dritten Fingerstrahl bildet. Der Triplex-Knochen besteht aus dem entsprechenden dritten Mittelhandknochen sowie dem ersten und zweiten Fingerglied, die miteinander fest verwachsen sind. Bei Namachloris erreichte der Anteil der ersten Phalanx am Triplex-Knochen etwa die Länge des Mittelhandknochens und übertraf die der zweiten Phalanx. Bei den heutigen Goldmullen ist dagegen der Triplex-Knochen stärker reduziert, so dass das erste Fingerglied nicht mehr sichtbar ist. Eine weitere charakteristische Bildung tritt bei den Goldmullen am zweiten Fingerstrahl auf, bei der das Große Vieleckbein, das Kleine Vieleckbein und der zweite Mittelhandknochen ebenfalls miteinander verwachsen sind (der sogenannte Trapezium-trapezoid-metacarpal-II-Komplex oder „ttm“- beziehungsweise „Totem“-Knochen). Dieser besaß bei Namachloris eine komplexe Oberfläche aus Buckeln und Vertiefungen, die in entsprechende Strukturen des Triplex-Knochens einrasteten und so beiden Fingerstrahlen eine stabile Verbindung gaben. Die Endglieder der Finger waren gespalten und konnten so kräftige Krallen aufnehmen. Das Gelenkende hing rückenseitig über.
Der hintere Bewegungsapparat ist dagegen bei den Goldmullen weniger stark spezialisiert. Das Becken entsprach dem der heutigen Vertreter, abweichend von diesen trat auf der Oberfläche des Sitzbeins nahe der Hüftgelenkspfanne eine aufgeraute Fläche auf, die möglicherweise als Ansatzstelle für ein verstärktes Ligamentum supraspinale diente, welches bei der Stabilisierung der Wirbelsäule mitwirkt; allerdings ist eine derartige Struktur ungewöhnlich für Kleinsäuger. Der Oberschenkelknochen von Namachloris wies vorne und hinten Verschmälerungen auf, der Kopf, der auf einem kurzen Hals saß, erreichte die gleiche Höhe wie der Große Rollhügel. Ein dritter Rollhügel befand sich prominent an der Mitte des Schaftes, der Schaft wiederum war seitlich auffällig gekrümmt. Das untere Gelenk (Kniegelenk) zeigte sich ebenfalls abgeplattet, was aber nicht ganz so deutlich erschien wie beim heutigen Wüstengoldmull. Schien- und Wadenbein waren oben und unten miteinander verwachsen. Durch die starke seitliche Krümmung des Schienbein entlang des oberen Schaftabschnittes entstand hier eine weite Öffnung zwischen den beiden Unterschenkelknochen. Das Fußgelenk am unteren Ende der beiden Knochen war ähnlich gestaltet wie bei heutigen Goldmullen und besaß eine konkave Gelenkfazette, die mit einem kugeligen Gelenk am Fersenbein artikulierte. Ebenso befand sich am Sprungbein ein kleiner, flacher Gelenkkopf, der mit einer ebensolchen flachen Gelenkdelle am Schienbein gelenkte. An den übrigen Fußknochen, etwa den Mittelfußknochen gab es zumeist nur wenige Abweichungen zu den heutigen Formen der Goldmulle.

## Fossilfundstelle
Namachloris ist bisher von rund 120 Fossilfundeinheiten bekannt, die sowohl Teilskelette als auch Schädelreste, Unterkieferfragmente, isolierte Zähne und nahezu alle Teile des Körperskeletts umfassen. Es handelt sich um den bisher am besten dokumentierten fossilen Vertreter der Goldmulle. Alle Funde stammen aus dem nördlichen Sperrgebiet im Süden von Namibia. Sie kamen am sogenannten Eocliff zu Tage, einer Fossillagerstätte am westlichen Fuß der Klinghardtberge. Die Region ist heute durch das trocken-wüstenartige Klima der Namib geprägt und liegt inmitten einer eher flachwelligen Ebene im Küstenhinterland (Plain Namib). Bei der Lagerstätte Eocliff handelt es sich um einen halbrunden, etwa 150 m durchmessenden und rund 15 m hohen Travertin- und Kalktuffblock, der sich domartig über die Landschaft erhebt und Sedimenten der Ystervark-Karbonatit-Formation aufliegt. Die unterlagernde Formation besteht aus Kalksteinen (Platten- und Sinterkalksteine), zwischen denen Ablagerungen vulkanischen Ursprungs eingeschaltet sind, deren radiometrisches Alter zwischen 45 und 40 Millionen Jahren und damit ins Mittlere bis Obere Eozän (Lutetium bis Bartonium) datiert. Der Travertin entstand aus einer nahe gelegenen Quelle, die ihren Kalkreichtum aus den Sedimenten der Ystervark-Karbonatit-Formation bezog. Ursprünglich war er wohl wesentlich weiter ausgebreitet, da sich rund 1,5 km weiter östlich eine flache Senke befindet, die ebenfalls mit fossilführenden Travertin gefüllt ist und Eoridge genannt wird. Die Ablagerungen in der Senke gehen auf ein ehemaliges Sumpfgebiet zurück, möglicherweise stellte diese das Abflussbecken der Quelle von Eocliff dar. Die Travertine und Kalktuffe sind teilweise silizifiziert, was noch während des Aufbaus des Sedimentblocks geschah. Da diese Silzifikation auch die liegenden Kalksteine der Ystervark-Karbonatit-Formation beeinflussten, kann auf einen einmaligen Prozess während des Ausgangs des Bartoniums geschlossen werden. Im größeren regionalen Zusammenhang werden die silizifizierten Kalksteinablagerungen von marinen Bildungen überlagert. Diese gehen auf einen Einfluss des Meeres zurück, dem das Gebiet der heutigen Namib im Ausgang des Eozäns (Priabonium) vor rund 38 Millionen Jahren unterlag.
Die Fundstelle Eocliff wurde im Jahr 2013 entdeckt. Zuvor gab es bereits erste Hinweise auf sehr fossilreiche Lagerstätten im Sperrgebiet, die in den kalkreichen Sedimenten der Ystervark-Karbonatit-Formation lagern, allerdings etwas älter sind. Die Funde von Eocliff sind sehr umfangreich und umfassen unzählige Pflanzenreste von einzelnen pflanzlichen Teilen bis hin zu vollständigen Algenmatten sowie kleinere Wirbeltiere. Letztere sind mit einem Umfang von mehreren tausend Knochenelementen vertreten, die neben vereinzelten Schuppenkriechtieren, Schlangen und Vögeln hauptsächlich Säugetiere repräsentieren. So konnten etwa Namagale, Sperrgale und Arenagale aus dem Travertin beschrieben werden, drei frühe Vertreter der Tenreks, wobei ersterer den Otterspitzmäusen nahe steht, die letzteren beiden den Igeltenreks. Mit Namaloris ist daneben auch ein früher Angehöriger der Primaten nachgewiesen, der in die Entwicklungslinie der Loris gehört. Weitere Funde können zu den Rüsselspringern und zu den Nagetieren verwiesen werden. Auffallend ist der taphonomische Unterschied zur nahe gelegenen Fundstelle Eoridge, da diese nicht nur bedeutend häufiger Reste von Wasserbewohnern etwa in Form von Süßwasserschnecken aufweist, sondern auch Fossilien von größeren Säugetieren, beispielsweise von frühen Schliefern und Angehörigen aus der Familie der Anthracotheriidae, die möglicherweise mit den Flusspferden näher verwandt sind. Beiden Fundstellen gemein ist das Auftreten von Nagetieren und Rüsselspringern, die über hochkronige Backenzähne verfügen und somit angeben, dass in der Umgebung offene Landschaften bestanden haben müssen. Sie zeigen auf, dass die noch im Mittleren Eozän vorherrschenden dichten Wälder allmählich auflichteten und offenen Landschaften wichen und somit zu den extrem ariden Bedingungen überleiten, die in der Namib seit dem Miozän vorherrschen. Die anhand geologischer Daten getätigte Alterseinstufung wird von einigen Paläontologen nicht geteilt, da die Faunenassoziation auch ein deutlich jüngeres Alter für Eocliff und Eoridge zulässt. Dies bezieht sich etwa auf die Anwesenheit der Anthracotherien, die in Afrika erst im Übergang vom Eozän zum Oligozän erscheinen. Aufgrund einiger nachgewiesener Nagetiere und Schliefer wäre auch eine Stellung im Miozän möglich.

## Paläobiologie
Die umfangreichen Funde von Namachloris ermöglichen einen Einblick in die Lebensweise dieses frühen Vertreters der Goldmulle. Das Skelett zeigt einige besondere Anpassungen, die an die heutigen Goldmulle erinnern. Besonders die vorderen Gliedmaßen sind stark spezialisiert und waren wohl an eine grabende Lebensweise angepasst, wie es bei den heutigen Goldmullen der Fall ist. Dafür sprechen nicht nur die kräftigen Langknochen mit ihren markanten Muskelansatzstellen und einige Bildungen, die typisch für fossorial (unterirdisch) lebende Tiere sind, etwa das extrem breite Ellenbogengelenk am Oberarmknochen, der verlängerte obere Gelenkfortsatz an der Elle (Olecranon) oder die vergrößerten und deutlich gebogenen Endglieder der Finger, hier besonders am dritten Strahl, die massive gebogene Krallen trugen. Hinzu kommen noch weitere verstärkte Gelenkverbindungen, etwa zwischen dem „Flexor“-Knochen und den beiden anderen Unterarmknochen oder zwischen dem Triplex-Knochen am dritten und dem ttm-Knochen am zweiten Fingerstrahl sowie auch von diesen zum Unterarm hin. Dadurch entstand eine extrem stabile Kette von Knochenelementen, die vom Schulterblatt bis zu den Endphalangen des zweiten und dritten Fingers reichte und eine kraftvolle Bewegung des Vorderbeins erlaubte. Aufgrund der häufig tief gewölbten Gelenkflächen mit teilweise seitlich bestehenden Lippen oder Leisten kann geschlussfolgert werden, dass hauptsächlich vor- und rückwärtsführende Bewegungen der Arme unterstützt wurden, seltener ein- oder auswärts drehende. Das stark gebogene Endglied des Mittelfingers mit der vorderen Einkerbung verweist auf eine gebogene, schmale Kralle mit scharfen Ober- und Unterkanten. Diese konnte bei der überwiegenden Vor- und Rückwärtsbewegung des Armes durch weiches Sediment schneiden und gewährleistete so eine effektive Fortbewegung. Namachloris war demzufolge an sehr lockeren Untergrund angepasst, ähnlich wie der heutige Wüstengoldmull (Eremitalpa), der durch den weichen Sand „schwimmt“. Die zusätzlich erhöhten Ränder an den Naseneingängen am Mittelkieferknochen sind wiederum ein Hinweis darauf, dass Namachloris bereits über ein lederiges Nasenpolster verfügte. Dieses ist typisch für die heutigen Goldmulle und wird ebenfalls beim Graben im Untergrund eingesetzt. Im Gebissaufbau zeigte Namachloris nur wenige funktionale Unterschiede zu den rezenten Goldmullen, so dass von einer prinzipiell ähnlichen Ernährungsweise basierend auf Wirbellosen auszugehen ist.
Die Funde von Namachloris sind am Eocliff in einzelnen kleinen Konzentrationen von wenigen Zentimetern Länge überliefert, häufig in Verbindung mit anderen Kleinvertebraten: Wahrscheinlich gehen diese Konzentrationen auf Gewölle von Greifvögeln oder Eulen zurück, die in den Bäumen in der Umgebung der Quelle nisteten. Auch heute stellen Eulen die bedeutendsten Fressfeinde der Goldmulle dar. Vollständige Gewölle am Eocliff enthalten üblicherweise eins bis zwei Skelette, die meisten sind aber durch natürliche Prozesse zerfallen. Längerer Transport durch Wasser kann ausgeschlossen werden, da an den Fossilien kaum Verlagerungsspuren erkennbar sind. Am Eocliff dominieren jungadulte Tiere (bei denen der letzte oder vorletzte Molar noch nicht durchgebrochen war), Jungtiere fehlen vollständig. Auch dieses Bild entspricht den heutigen Gegebenheiten bei durch Greifvögel erbeuteten Goldmullen.

## Systematik
Namachloris ist eine ausgestorbene Gattung aus der Familie der Goldmulle (Chrysochloridae). Die Goldmulle stellen kleine, endemisch in Afrika beheimatete Tiere dar, die aufgrund ihrer unterirdischen Lebensweise und starken Spezialisierung in eng umrissenen Landschaftsräumen vorkommen. Sie bewohnen offene, teils wüstenartige Regionen, Savannenlandschaften und Waldgebiete. Ihr heutiger Verbreitungsschwerpunkt befindet sich im südlichen Afrika, einige wenige Vertreter sind auch im östlichen oder zentralen Teil des Kontinentes anzutreffen. Die nächsten Verwandten bilden die Tenreks (Tenrecidae), mit denen die Goldmulle zusammen in der Ordnung der Afrosoricida stehen. Beide Gruppen trennten sich vermutlich schon im Übergang von der Oberkreide zum Paläozän vor rund 65 Millionen Jahren. Fossil sind Goldmulle nur selten überliefert. Dabei repräsentiert Namachloris neben den Gattungen Diamantochloris und Damarachloris aus dem Mittleren Eozän von Namibia möglicherweise einen der ältesten fossilen Vertreter der Familie. Zuvor waren frühe Formen der Goldmulle oder ihnen nahe Verwandte aus dem Unteren Oligozän von Ägypten beziehungsweise aus dem Unteren Miozän von Ostafrika bekannt. Das frühe Auftreten der drei Gattungen im südlichen Afrika könnte für einen möglichen Ursprung der gesamten Familie in dieser Region sprechen. Es datiert darüber hinaus vor dem molekulargenetisch festgestellten Zeitpunkt der stärkeren Diversifizierung der Familie im Verlauf des Oligozäns vor rund 28,5 Millionen Jahren. Auf diese sehr urtümliche Stellung innerhalb der Goldmulle verweisen unter anderem auch einige sehr urtümliche Merkmale, beispielsweise das etwas anders strukturierte Gebiss mit dem in seiner Größe nicht reduzierten hintersten Molar oder das Fehlen der knöchernen Brücke am unteren Ende der Speiche, die unter anderem beim Wüstengoldmull und beim Kapgoldmull beziehungsweise deren ausgestorbenen Verwandten auftritt. Darüber hinaus verweist auch der Bau des Mittelohrs eine Stellung von Namachloris außerhalb der Kronengruppe der Goldmulle.
Die Gattung Namachloris wurde im Jahr 2015 durch Martin Pickford wissenschaftlich erstbeschrieben. Als Holotyp (Exemplarnummer GSA Na 1) fungieren ein vollständiger Schädel mit Unterkiefer sowie assoziierte Körperskelettteile wie Schulterblattfragmente, der Oberarmknochen, die Elle, Teile des Beckens, eine dritte Phalanx und Metapodien. Die Funde stammen von der Eocliff-Fundstelle Nummer 7. Der Name Namachloris leitet sich einerseits von dem Begriff Nama ab, der in der lokalen Landessprache so viel wie „Wüste“ oder „Einöde“ bedeutet, andererseits von chloris, womit die griechische Göttin der Blüte bezeichnet wird, deren römisches Gegenstück Flora darstellt. Auf chloris bezieht sich auch das griechische Wort χλωρός (chlōrós), das mit „hellgrün“ oder „frisch“ übersetzt werden kann. Das Wort erinnert somit an den grünlich schimmernden Ton des Felles der heutigen Gürtelmulle und dient bei diesen häufig als Namenszusatz bei wissenschaftlichen Bezeichnungen. Die einzige bekannte Art ist Namachloris arenatans. Das Artepitheton besteht aus den lateinischen Wörtern arena für „Sand“ und natans für „schwimmend“ (von natare für „schwimmen“), es verweist somit auf die vermutete sandschwimmende Lebensweise von Namachloris.